# Đài tưởng niệm văn hóa quốc gia Solivar
Đài tưởng niệm văn hóa quốc gia Solivar (tiếng Slovakia: Národná kultúrna pamiatka Solivar) là một tập hợp bao gồm mười bảy di tích kỹ thuật tọa lạc ở quận Solivar, thành phố Prešov, Slovakia. Ngày 17 tháng 4 năm 1963, khu phức hợp này được ghi danh vào Danh sách Di tích Trung ương theo quyết định của Bộ Văn hóa Cộng hòa Slovakia. Theo Nghị quyết của Chủ tịch Hội đồng Quốc gia Slovakia, khu phức hợp được công nhận là di tích văn hóa quốc gia.

## Miêu tả
Khu phức hợp độc đáo để khai thác muối từ nước muối được hình thành vào thế kỷ 17. Bộ di tích bao gồm trục Leopold, bể chứa nước muối, nhà máy luyện, nhà máy bia, kho muối, xưởng rèn và một cái lò nung.
Quá trình khai thác diễn ra ở "hố" Leopold, còn được gọi là Imperial, có độ sâu lên tới 155 mét. Các bể chứa bằng gỗ để chiết xuất nước muối được xây dựng vào năm 1815. Các bể chứa này đứng trên bệ đá, có mái che và nước muối được vận chuyển đến chúng bằng các ống gỗ. Từ các bể chứa này, nước muối đi đến bộ gia nhiệt sơ bộ và sau đó đến bồn làm bay hơi và một số công đoạn nữa, cuối cùng đến máy sấy. Từ đó, muối kết tinh được vận chuyển bằng đường sắt đến kho và xuất xưởng.